# 石黒由紀子
石黒 由紀子（いしぐろ ゆきこ、1964年10月15日 - ）は、日本のエッセイスト。栃木県大田原市 旧黒羽町出身。  

## 来歴
『CREA』（文藝春秋）『JUNON』（主婦と生活社）『Pooka』（学研）など、女性誌や絵本雑誌のライターを経て、エッセイストとなる。
ペットとの暮らし、インテリアや雑貨、犬や猫に関する書評や映画評などの執筆が多い。
「FreePetts ～ペットと呼ばれる動物たちの生命を考える会」のメンバーでもあり、動物愛護団体のボランティアなど動物愛護•保護に関する活動にも参加している。［１］

## 著作
- 『GOOD DOG GOODS！』デジタルハリウッド出版局（東京）、1999年7月。ISBN 4925140086
- 『GOOD DOG NEWS！』アーリストインターナショナル（東京）、2001年12月。ISBN 4946554289
- 『カップル・ストーリーズ : ふたりについて、40の、おはなし』エクスナレッジ（東京）、2001年12月。ISBN 4767801478
- 『100ぴきの犬がかえる本』学研、2002年7月。ISBN 4052016696
- 『なにせ好きなものですから』学研、2005年9月。ISBN 4054028764
- 『さんぽ、しあわせ。 : 東京ゆるゆる街ある記』毎日コュミニケーションズ、2008年4月。ISBN 978-4839927233
- 『GOOD DOG BOOK！ ゆるゆる犬暮らし』文藝春秋、2009年9月。ISBN 978-4163717708
- 『豆柴センパイと捨て猫コウハイ』幻冬舎、2011年11月。ISBN 978-4344020870
- 『犬猫姉弟(きょうだい)センパイとコウハイ』幻冬舎、2014年4月。ISBN 978-4344025615
- 『しあわせ４コマ センパイとコウハイ』幻冬舎、2015年8月。ISBN 978-4344028050
- 『豆柴センパイと捨て猫コウハイ』カレンダー　2013年、2014年（アートプリントジャパン）
- 『豆柴センパイと捨て猫コウハイ』カレンダームック　2015年、2016年（扶桑社）
- 『猫は、うれしかったことしか覚えていない』幻冬舎、2017年７月。ISBN 978-4-344-03140-1
- 『楽しかったね、ありがとう』2019年６月。